# Paolo Valoti
Paolo Valoti (Alzano Lombardo, 19 april 1971) was een Italiaanse wielrenner van 1996 t/m 2006.

## Belangrijke overwinningen
1986
Italiaans kampioen op de weg, Nieuwelingen
1995
Eindklassement Ronde van Wallonië
GP Capodarco
- Gran Premio della Liberazione

1996
8e etappe Ronde van Portugal
2000
4e etappe Ster der Beloften,
2001
1e etappe Wielerweek van Lombardije
Coppa Bernocchi
2005
Coppa Agostoni
Coppa Placci

## Resultaten in voornaamste wedstrijden
| Jaar | Ronde van Italië | Ronde van Frankrijk | Ronde van Spanje |
| ---- | ---------------- | ------------------- | ---------------- |
| 1996 |                  |                     | 74e              |
| 1997 | opgave           |                     |                  |
| 1998 |                  |                     |                  |
| 1999 | 65e              |                     |                  |
| 2000 | opgave           |                     |                  |
| 2003 |                  |                     |                  |
| 2004 |                  | opgave              |                  |
| 2005 |                  |                     |                  |

| Jaar | Milaan-San Remo | Ronde van Vlaanderen | Amstel Gold Race | Luik-Bast.‑Luik | Ronde van Lombardije | Clásica San Sebastián | Bretagne Classic |
| ---- | --------------- | -------------------- | ---------------- | --------------- | -------------------- | --------------------- | ---------------- |
| 1996 |                 |                      |                  |                 |                      |                       |                  |
| 1997 |                 |                      |                  |                 | 5e                   | 29e                   |                  |
| 1998 | 121e            | 59e                  | 63e              |                 |                      | 27e                   | 9e               |
| 1999 |                 |                      |                  |                 |                      |                       |                  |
| 2000 |                 |                      |                  |                 |                      |                       |                  |
| 2003 |                 |                      |                  |                 | 70e                  | 10e                   |                  |
| 2004 |                 |                      | 37e              | 106e            |                      |                       |                  |
| 2005 |                 |                      | 84e              |                 | 86e                  | 14e                   |                  |